# Bretagne (Schiff, 1767)
Die Bretagne war ein 100-Kanonen-Linienschiff 1. Ranges der französischen Marine, das von 1767 bis 1796 in Dienst stand.

## Geschichte

### Entwicklungsgeschichte
Im Siebenjährigen Krieg hatte die französische Marine den Verlust von 32 Linienschiffen – dreizehn in Einzelgefechten, zwei in der Schlacht von Cartagena, fünf bei der Belagerung von Louisbourg, fünf in der Schlacht von Lagos und sieben in der Schlacht in der Bucht von Quiberon – hinnehmen müssen. Da der französische Staat aber den Wiederaufbau der Marine mit herkömmlichen Mitteln nicht finanzieren konnte, entwickelte der Marineminister Étienne-François de Choiseul daher den Plan (Don des vaisseaux), die benötigten neuen Schiffe direkt von den französischen Städten und Provinzen finanzieren zu lassen. Auf diesem Weg konnten die Mittel für 17 Schiffe beschafft werden, darunter auch aus der Bretagne, nach welcher dann das neue Schiff auch benannt wurde.

### Bau
Das Ende 1764 bestellte Schiff wurde von dem Schiffbauingenieur Antoine Groignard entworfen und sollte ursprünglich in Lorient gebaut werden. Dieser Bauauftrag wurde aber storniert und im Januar 1765 neu vergeben. Die spätere Bretagne wurde unter der Bauaufsicht ihres Konstrukteurs am 10. Juni 1765 im Marinearsenal von Brest auf Kiel gelegt. Der Stapellauf erfolgte am 24. Mai 1766 und die Indienststellung im September 1767.
Vergleich der großen Linienschiffe von Frankreich, Großbritannien und Spanien zur Zeit des Stapellaufs der Bretagne.
| Schiff                          | Royal Louis                                                                | Bretagne                                                                   | Ville de Paris                                               | Royal George                                                               | Victory                                                                    | Sandwich                                                                  | Santísima Trinidad                                                         |
| ------------------------------- | -------------------------------------------------------------------------- | -------------------------------------------------------------------------- | ------------------------------------------------------------ | -------------------------------------------------------------------------- | -------------------------------------------------------------------------- | ------------------------------------------------------------------------- | -------------------------------------------------------------------------- |
| Land                            | Frankreich                                                                 | Frankreich                                                                 | Frankreich                                                   | Großbritannien                                                             | Großbritannien                                                             | Großbritannien                                                            | Spanien                                                                    |
| Stapellauf                      | 1759                                                                       | 1766                                                                       | 1764                                                         | 1756                                                                       | 1765                                                                       | 1759                                                                      | 1769                                                                       |
| Abmessung Länge Breite Tiefgang | 0 61,72 16,73 8,34                                                         | 0 60,41 16,24 7,84                                                         | 0 57,50 15,75 7,47                                           | 0 54,3 15,8 6,6                                                            | 0 56,08 15,56 6,55                                                         | 0 53,65 14,95 6,11                                                        | 0 61,30 16,16 8,08                                                         |
| Vermessung in tons (bm)         | 3.000                                                                      | 2.600                                                                      | 2.000                                                        | 2.046                                                                      | 2.142                                                                      | 1.869                                                                     | 2.475                                                                      |
| Bewaffnung                      | 116 Kanonen 32 × 36-Pfünder 34 × 24-Pfünder 34 × 18-Pfünder 16 × 8-Pfünder | 100 Kanonen 30 × 36-Pfünder 32 × 24-Pfünder 32 × 12-Pfünder 06 × 6-Pfünder | 90 Kanonen 30 × 36-Pfünder 32 × 24-Pfünder 28 × 18-Pfünder 0 | 100 Kanonen 28 × 42-Pfünder 28 × 24-Pfünder 28 × 12-Pfünder 16 × 6-Pfünder | 100 Kanonen 30 × 42-Pfünder 28 × 24-Pfünder 30 × 12-Pfünder 12 × 6-Pfünder | 90 Kanonen 28 × 32-Pfünder 28 × 18-Pfünder 30 × 12-Pfünder 04 × 6-Pfünder | 116 Kanonen 30 × 36-Pfünder 32 × 24-Pfünder 32 × 12-Pfünder 22 × 8-Pfünder |

### Einsatzgeschichte
Während des Amerikanischen Unabhängigkeitskrieg (1775–1783) war die Bretagne, unter dem Kommando von Capitaine de Vaisseau Louis Guillaume de Parscau du Plessix, am 27. Juni 1778 als Flaggschiff von Lieutenant-général Louis Guillouet d’Orvilliers an der Ersten Seeschlacht von Ouessant beteiligt.
Während der Französischen Revolution wurde die Bretagne im Oktober 1793 in Révolutionnaire umbenannt. Am 28. Mai 1794 traf eine Französische Flotte (unter dem Befehl von Villaret-Joyeuses), der auch die Révolutionnaire angehörte, auf eine britische Flotte. Die Révolutionnaire befand sich unter dem Kommando von Kapitän Vandangel. Während des Gefechts verlor die Révolutionnaire ihren ganzen Kreuzmast und kämpfte dann erbittert gegen das britische 74-Kanonen-Schiff HMS Audacious. Dem britischen Linienschiff kamen zwei weitere zu Hilfe, und durch die vereinten Kräfte wurde die Révolutionnaire komplett entmastet. Da die drei britischen Schiffe das französische nicht zur Übergabe bringen konnten, ließen sie von ihm ab. Am nächsten Tag wurde die Révolutionnaire (mit 160 getöteten oder verwundeten Seeleuten) von der französischen Fregatte Audacieux nach Brest geschleppt. Nach mehreren Tagen musste sich die geschwächte französische Flotte zurückziehen. Die Révolutionnaire wurde repariert und neu getakelt. Sie war wieder voll einsatzbereit am 7. August 1794. Am 29. Dezember 1794 verließ die Révolutionnaire unter dem Kommando von Capitaine de Vaisseau Louis-Marie Le Gouardun Brest. In schwerem Wetter wurde sie schwer beschädigt, so dass sie am 2. Februar 1795 zurück in Brest war.
Eine Instandsetzung des fast 30 Jahre alten Schiffes erfolgte nicht mehr. So wurde es Anfang 1796 außer Dienst gestellt und zwischen Januar und Mai des gleichen Jahres abgebrochen.

## Technische Beschreibung

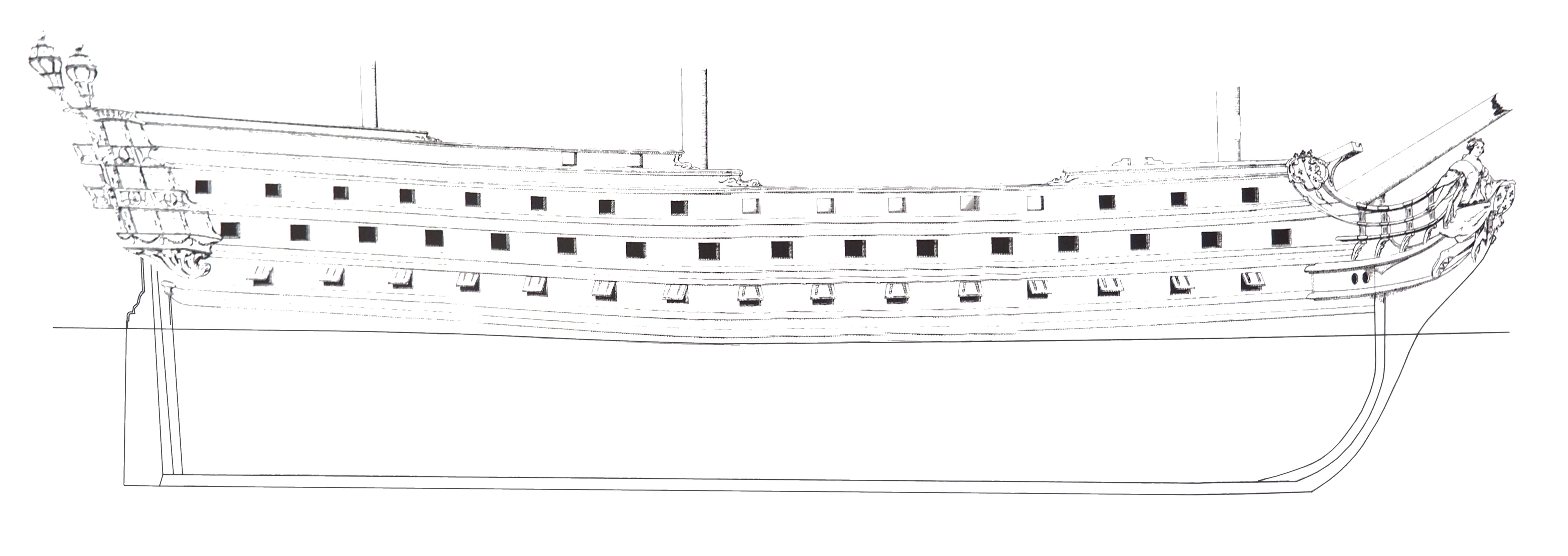
Zeichnung des Rumpfes der Bretagne.

Die Bretagne war als Batterieschiff mit drei durchgehenden Geschützdecks konzipiert und hatte eine Länge von 60,42 Metern (Geschützdeck) bzw. 53,60 Metern (Kiel), eine Breite von 16,24 Meter und einen Tiefgang von 7,96 Metern bei einer Verdrängung von 4.666 Tonnen.
Das Schiff war in der damals üblichen Rahtakelage als Fregattschiff mit drei Masten (Fockmast, Großmast und Kreuzmast) ausgeführt. Die Masten und Rahen bestanden aus Kiefernholz, während das Tauwerk und die Segel aus Hanf bestanden. Ein zweiter Satz, Segel und Tauwerk wurde im Laderaum als Reserve mitgeführt.
Der aus Eichenholz bestehende Rumpf schloss im Heckbereich mit einem Heckspiegel, in den Galerien integriert waren, die in die seitlich angebrachten Seitengalerien mündeten. Diese waren aus Repräsentationsgründen durch zeitspezifische Schnitzereien und Bildhauerarbeiten geschmückt und bestanden aus Ulmen-, Linden-, Pappel- und Nussbaumholz. An der obersten Position des Heckspiegels befanden sich traditionell drei Hecklaternen. Die Beplankung war kraweel ausgeführt, das heißt, die Enden der Planken stießen stumpf aufeinander, so dass eine glatte Außenfläche entstand.
Die Bewaffnung bestand bei Indienststellung aus 100 Kanonen in unterschiedlichen Kalibern, die sich aber im Laufe ihrer Dienstzeit auf 110 Kanonen erhöhte und verteilte sich auf die verschiedenen Decks.
|        | Unteres Batteriedeck | Mittleres Batteriedeck | Oberes Batteriedeck | Backdeck      | Achterdeck     | Kanonen (Geschossgewicht) |
| ------ | -------------------- | ---------------------- | ------------------- | ------------- | -------------- | ------------------------- |
| Design | 30 × 36-Pfünder      | 32 × 24-Pfünder        | 32 × 12-Pfünder     | –             | 6 × 6-Pfünder  | 100 Kanonen (555,093 kg)  |
| 1781   | 30 × 36-Pfünder      | 32 × 24-Pfünder        | 32 × 12-Pfünder     | 6 × 6-Pfünder | 10 × 6-Pfünder | 110 Kanonen (569,78 kg)   |

## Besatzung
Die Besatzung hatte im Frieden eine Stärke von 1.159 Mann und im Krieg von 1.219 Mann (10 bis 19 Offiziere und 1.400 bzw. 1.200 Unteroffiziere bzw. Mannschaften).

## Bemerkungen
1. ↑  Die französische Einteilung in Rangklassen wich von der britischen ab. Zur Dienstzeit der Bretagne waren französische Schiffe Ersten Ranges Dreidecker mit bis zu 118 Kanonen oder Zweidecker mit 80 Kanonen.